# Aconitum pentheri
Aconitum pentheri är en ranunkelväxtart som beskrevs av August von Hayek. Aconitum pentheri ingår i släktet stormhattar, och familjen ranunkelväxter. Inga underarter finns listade i Catalogue of Life.